# Conselho de Sábios
O Conselho de Sábios (em francês:  Conseil des Sages) foi um grupo não eleito de proeminentes haitianos de elite, formado por representantes de diversos setores da sociedade após o golpe de Estado de 2004 que depôs e exilou o presidente haitiano Jean-Bertrand Aristide, com a missão de participar da constituição dos órgãos governamentais e exercer o papel de órgão de controle do poder executivo. 
Segundo a Organização dos Estados Americanos (OEA) "o Conseil des Sages tem como atribuições preliminares, por um lado, designar um Primeiro-Ministro e, por outro lado, ser consultado sobre a escolha do Gabinete Ministerial." 
Os membros do conselho foram: Lamartine Clermont (da Igreja Católica), Macdonald Jean (da Igreja Episcopal), Daniele Magloire (da Comissão dos Direitos Humanos), Christian Rousseau (do setor universitário), Anne-Marie Issa (do setor privado), Ariel Henry (da Convergência Democrática, representante da oposição) e Paul-Emile Simon (do Partido Lavalas, de Aristide).